# Billy Dee Williams
Billy Dee Williams, född 6 april 1937 i Harlem, New York, är en amerikansk skådespelare, mest känd som Lando Calrissian i Star Wars-filmerna. Han har också spelat Harvey Dent i Batman. Williams har också medverkat i reklamfilm för ölet Colt 45 och i såpoperan Dynastin.  Billy har en stjärna på Hollywood Walk of Fame.
Under 2000-talet har Dee Williams bland annat medverkat som sig själv i enstaka avsnitt av komediserierna Scrubs och Modern Family samt spelat "the General Warren Boutwell" i filmen Undercover Brother.

## Teater

### Roller
| År   | Roll                         | Produktion                                     | Regi             | Teater                                |
| ---- | ---------------------------- | ---------------------------------------------- | ---------------- | ------------------------------------- |
| 1960 | Duke Custis                  | The Cool World Warren Miller och Robert Rossen | Robert Rossen    | Eugene O'Neill Theatre, New York, USA |
| 1962 | Clarence Morris (understudy) | Tiger, Tiger Burning Bright Peter S. Feibleman | Joshua Logan     | Booth Theatre, New York, USA          |
| 1963 | Robert                       | The Blue Boy in Black Edmund White             | Ashley Feinstein | Masque Theatre, New York, USA         |